# José Fiolo
José Sylvio Fiolo (Campinas, 2 de marzo de 1950) es un nadador brasileño, especialista en braza. Fue poseedor del récord mundial en los 100 metros braza en 1968. También fue medallista de oro en los Juegos Panamericanos y finalista olímpico, en los 100 metros braza.

## Biografía
Fiolo participó por su país natal en tres Juegos Olímpicos de Verano consecutivos: 1968 Ciudad de México, 1972 Múnich y 1976 Montreal. En 1968 obtuvo el 4° lugar en los 100 metros braza; también participó en los 200 metros braza y 4 × 100 metros medley sin llegar a la final. En 1972, fue sexto en los 100 metros braza y, en el relevo brasileño, ocupó el quinto lugar en los 4 × 100 metros medley. También asistió a los 200 metros braza, no pasando a la final. En 1976 participó en los 100 metros braza, no llegando a la final.
Su mayor logro ocurrió el 19 de febrero de 1968, a los 17 años, cuando, solo en la piscina pero frente a una multitud en las gradas del Clube de Regatas Guanabara, en Río de Janeiro, en el mismo lugar y de la misma manera que Manuel dos Santos rompió siete años antes el récord mundial de 100 metros estilo libre: estableció el récord mundial de carrera de 100 metros braza, con un tiempo de 1:06.4.
En los Juegos Panamericanos de 1967 en Winnipeg, Fiolo ganó dos medallas de oro en los eventos de braza de 100 y 200 metros, y una medalla de bronce en los 4 × 100 metros medley.
En los Juegos Panamericanos de 1971 en Cali, Fiolo ganó dos medallas de bronce en los eventos de 100 metros braza y 4 × 100 metros medley. También terminó quinto en los 200 metros braza. En los 4×100 metros medley, rompió el récord sudamericano, con un tiempo de 4:02,94.
En los Juegos Panamericanos de 1975 en la Ciudad de México, Fiolo ganó dos medallas de bronce en los eventos de 100 metros braza y 4 × 100 metros medley. También terminó sexto en los 200 metros braza.